# Lophophora
Lophophora é um gênero botânico da família cactaceae.

## Espécies
- Lophophora diffusa
- Lophophora williamsii